# Небо кличе
«Небо кличе» (рос. «Небо зовёт», англ. «Battle Beyond the Sun») — український радянський художній фільм 1959 року режисерів Михайла Карюкова та Олександра Козиря. Роджер Кормен найняв студента Френсіса Форда Копполу, в майбутньому відомого режисера, сценариста і продюсера, для адаптації фільму до кіноринку США.
Прем'єри фільму відбулися у: СРСР (1959 рік), США (1962 року), Німеччині (15 червня 2009 року, DVD-реліз).

## Сюжет
Радянський письменник Троян зустрічається з ученим Євгеном Корнєвим з ракетного містечка, щоб отримати поради в написанні фантастичного оповідання. Корнєв доручає молодому інженеру Андрію Гордієнку провести гостеві екскурсію. Той демонструє моделі реальних і проектованих космічних апаратів, а також скафандр. Андрій знайомить Трояна з кінооператором Сашком і лікарем Оленою. Натхненний, письменник пише твір, де головними героями виступають працівники ракетного містечка.
Подальші події розгортаються всередині оповідання. Кінооператор Сашко вирушає на космічну станцію «Супутник» на пасажирській ракеті, де знайомиться зі студенткою Ольгою, спостерігаючи за життям станції. Начальник «Супутника» Василь Демченко домовляється прийняти американський зореліт «Тайфун». Його пілоти Кларк і Берст — учасники польоту на Марс, просять дозволу скористатися ракетодромом станції для відльоту до мети. Демченко на їхній подив повідомляє, що Радянський союз також готує експедицію до Марса. Зрозумівши, що радянська експедиція може їх випередити, Берст по радіозв'язку інформує про це свого працедавця Гардінга, власника одного з американських концернів. У відповідь приходить наказ — негайно вилетіти до Марса, попри невигідне розташування планет. Демченко пропонує допомогу, вважаючи головним освоєння інших планет на благо людства, а не суперництво. Проте американські астронавти відмовляються, боячись покарання від Гардінга, якщо не заявлять свої права на Марс першими.
Відліт «Тайфуна» стає сенсацією і в США вже починають заочно продавати ділянки на Марсі. У складі радянської експедиції стається зміна — Григорій Сомов зазнає поранення і лікар Олена забороняє йому летіти. Замість Григорія разом з капітаном Євгеном Корнєвим у політ вирушає інженер Андрій. Їхній корабель «Батьківщина» на підльоті до Марса отримує сигнал лиха з «Тайфуна» — американський корабель збився з курсу і падає на Сонце. Екіпаж «Батьківщини» приймає рішення змінити курс, щоб врятувати американських космонавтів.
Кораблі стикуються, американський екіпаж евакуюється на «Батьківщину», але палива вже витрачено забагато, тож досягнути ні Марса, ні Землі неможливо. «Батьківщина» сідає на астероїд Ікар, що пролітав поблизу, в очікуванні допомоги. Василь Демчук розпоряджається відправити до Ікара безпілотну ракету з паливом. Однак, ракета розбивається при посадці, а Ікар прямує до Сонця. Тоді до астероїда відправляють другу ракету, пілотовану Сомовим. Той доставляє вантаж, але гине від космічного випромінювання.
«Батьківщина» сідає на Землю біля Ялти, де астронавти воз'єднуються зі своїми родинами. Кларк дякує Євгену і каже, що повірив у силу дружби.
Наприкінці фільму Троян запитує у Корнєва чи не надто фантастичним вийшов його твір. Той відповідає, що не вельми і молоде покоління опанує космос.

## Зйомки
Для створення переконливих декорацій був підписаний контракт із майстрами засекреченого підприємства «Поштова скринька № 2» — у радянський період так прийнято було маркувати закриті оборонні заводи.
Всього на реквізит було витрачено понад 300 тисяч карбованців (у цінах 1957 року, після реформи 1961 цю суму варто було б ділити на 10), в тому числі на ракету «Родина» — 53 650 крб. В технічній документації до фільму міститься солідний перелік матеріалів, використаних для побудови «ракети»: буковий шпон, деревина липи, олово, латунь, дюраль, бляха луджена, графіт. Інженером-консультантом стрічки був ніхто інший, як О. Борін — заввідділу аеродинаміки в ОКБ-153 Антонова, і з креслень макетів зрозуміло, що до своєї роботи він поставився серйозно: паливна система, двигуни, патрубки, «протиметеорний захист» — все спроектовано до дрібних деталей, за останніми інженерними стандартами.

## Американська адаптація
В 1962 році Френсіс Форд Коппола та Роджер Кормен перемонтували та переозвучили фільм «Небо кличе», випустивши його в американський прокат під назвою «Битва за межами Сонця». Дистриб'ютором фільму у США стала компанія «American International Pictures».
Сюжет зберіг загальну структуру, але не має сцен з письменником. У версії Копполи й Кормана всі події відбуваються після атомної війни, в результаті якої Земля виявилася розділена на два регіони, які перебувають між собою в стані конфлікту, — «Північ» і «Південь». Також дія відбувається не в недалекому майбутньому, як в оригіналі, а в 1997 році. Два кораблі, «Меркурій» південців і «Тайфун» північників, відлітають до Марса. «Тайфун» потрапляє в метеоритний потік і збивається з курсу. «Меркурій» приймає його екіпаж на борт, але йому тепер бракує палива долетіти як до Марса, так і Землі. Корабель сідає на астероїд в очікуванні допомоги. Південці висилають ракету з паливом, але вона розбивається. Друга, пілотована ракета, досягає астероїда. Космонавт, що керував нею, стикається на поверхні з чудовиськами і гине. Астронавти успішно повертаються на Землю, де планують майбутню спільну місію.

## Актори
- Іван Перєвєрзєв — Корнєв Євген Петрович, вчений/капітан корабля «Батьківщина»
- Костянтин Барташевич — Кларк, капітан корабля «Тайфун»
- Олександр Шворін — Андрій Гордієнко, молодий інженер, радянський астронавт
- Лариса Борисенко — Ольга, студентка
- Таісія Литвиненко — Олена, лікар
- Гурген Тонунц — Ервін Берст, американський астронавт
- Віктор Добровольський — Демченко Василь Матвійович, начальник орбітальної станції
- Олександра Попова — Віра, дружина Корнєва
- Валентин Черняк — Григорій Сомов, радянський астронавт
- Сергій Філімонов — Троян, письменник
- Лев Лобов — Сашко, кінооператор
- Марія Самойлова — мати Кларка